# Zabrodzie (województwo warmińsko-mazurskie)
Zabrodzie (niem. Zabrodzin, 1929–1945 Schöndorf) – wieś w Polsce położona w województwie warmińsko-mazurskim, w powiecie olsztyńskim, w gminie Biskupiec. Rezerwat przyrody – gytiowisko, gdzie występuje wiele chronionych roślin, m.in.: rosiczka, brzoza karłowata i inne.
W latach 1975–1998 miejscowość należała administracyjnie do województwa olsztyńskiego.

## Historia
W czasie Plebiscytu na Warmii, Mazurach i Powiślu 11 lipca 1920 r. większość mieszkańców wsi głosowała za przynależnością do Polski.
Po II wojnie światowej szkołę podstawową w Zabrodziu uruchomiono 21 lipca 1945 roku.